# 秋夜長物語

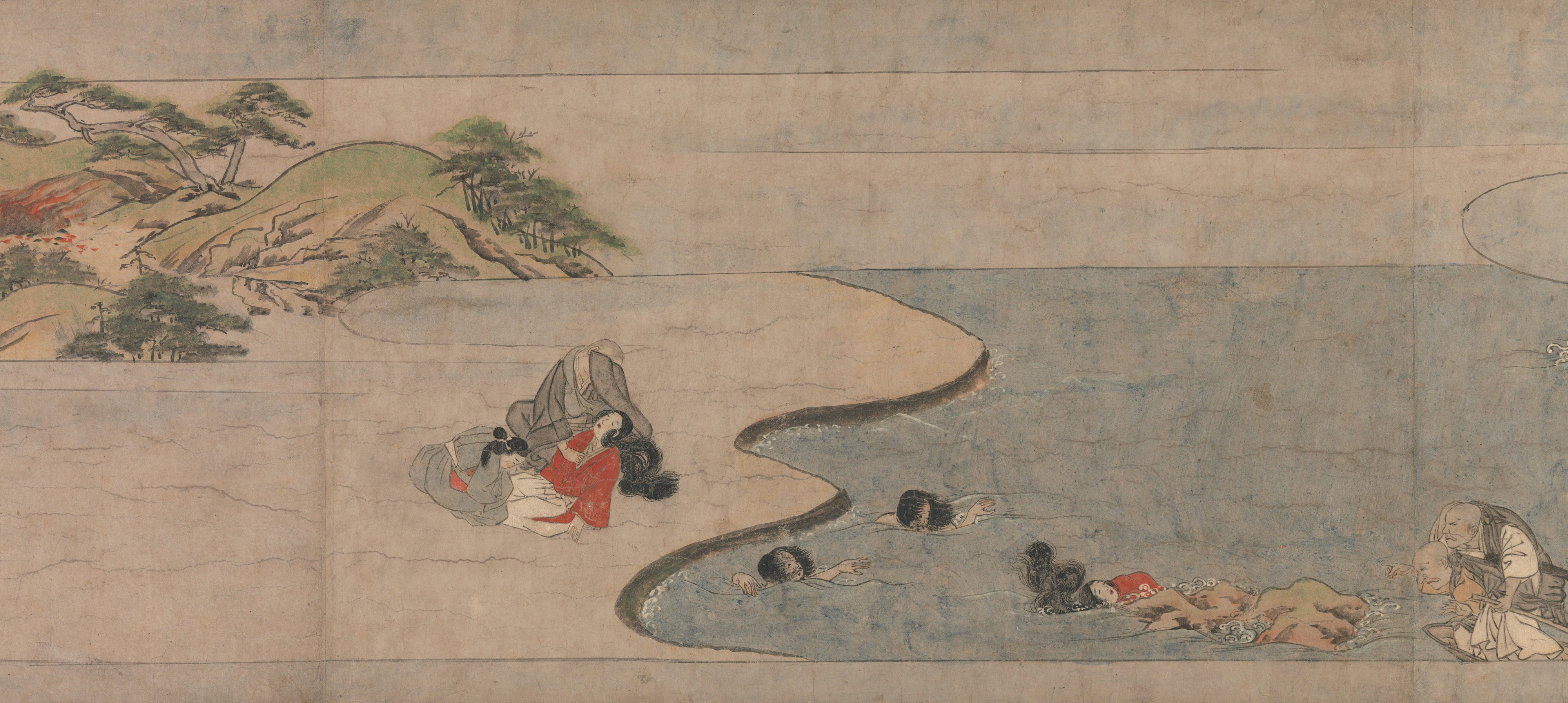
入水した稚児梅若と嘆き悲しむ桂海　メトロポリタン美術館蔵

秋夜長物語（あきのよながものがたり）は、僧侶と稚児との男色を主題とする稚児物語の代表作。男色物の初めとも言う。1巻。著者は不詳。詞章に『太平記』（1370年代成立）の影響がみられること、最古写本が永和三年（1377年）であることから、14世紀中頃の成立か。
あらすじは、後堀河天皇の時代、瞻西上人（せんさい・せんせい、? - 1127年）がまだ叡山で桂海律師であったころ、花園左大臣の子で、三井寺聖護院の稚児、梅若とちぎりをむすぶが、これが原因で延暦寺と三井寺の抗争が起こる。生家・三井寺を焼かれた梅若は入水自殺し、これを知った桂海は悲しむが、梅若が実は石山観音の化身で、逆縁により桂海を発心に導くことが目的であったと知り、菩提心を深め、雲居寺を開く。瞻西上人は実在の人物で、雲居寺大仏を造立したことで知られる。

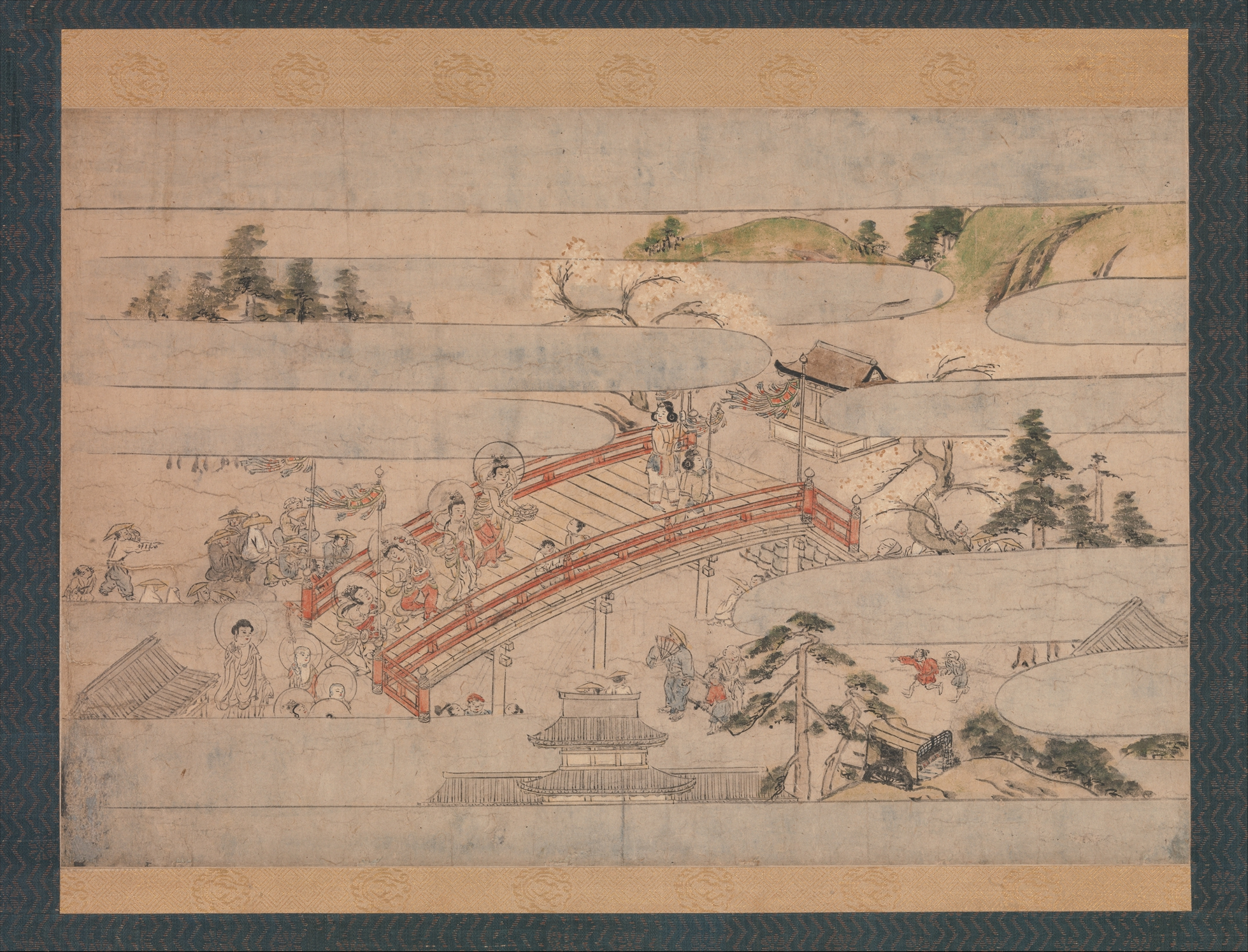
最後の場面を描いた断簡　『秋夜長物語絵巻断簡』　メトロポリタン美術館蔵

14世紀以降の写本が複数伝わっているほか、15世紀以降には絵巻や絵本も複数作成された。現在伝わる絵巻には以下がある。
- メトロポリタン美術館所蔵（幸節静彦旧蔵）、3巻：上巻詞・絵各6段、中巻詞・絵各7段、下巻詞・絵各7段、1400年代頃
- 永青文庫所蔵、2巻 - 15世紀中頃
- 東京大学文学部国文学研究室所蔵、3巻 - 寛文～元禄期（17世紀後半から18世紀初頭）
- 田中親美氏旧蔵、1巻（現在は所在不明）

更に江戸時代には刊本としても流布した。
- 古活字本 - 元和の頃（17世紀前半）か。複数種あり。
- 古印本 - 寛永19年（1642年）。
- 絵入本 - 年号不載、書風から考えるに万治、寛文の頃（17世紀後半）
- 絵入新版 - 正徳6年（1716年）

天正以前（16世紀後半）の写本を持っていた柳亭種彦は、『群書類従』が拠った寛永本は誤りが多いのに対し、正徳本は古態を残していると評している。活字本も『群書類従』をはじめ、複数刊行されている。